# Дракула (филм из 1992)
Брам Стокеров Дракула (енгл. Bram Stoker's Dracula) је хорор филм из 1992. који је режирао Франсис Форд Копола. Главне улоге играју: Кијану Ривс, Винона Рајдер, Ентони Хопкинс и Гари Олдман.

## Радња
Прича филма Дракула, која је базирана на истоименом роману Брема Стокера, прати младог адвоката из Лондона Џонатана Харкера, који иде да посети свог новог клијента у мрачно село у источном делу Европе. По доласку на имање мистериозног клијента, Харкер бива ухваћен и бачен у заточеништво од стране бесмртног отелотворења зла, односно вампира по имену Дракула. Заинтригиран фотографијом Џонатанове будуће супруге Мине Мареј, Дракула оставља младог адвоката у канџама својих бесмртних невеста да мало по мало црпе живот из њега, док он путује ка главном граду Енглеске.

## Улоге
| Глумац          | Улога                                                              |
| --------------- | ------------------------------------------------------------------ |
| Гари Олдман     | Дракула                                                            |
| Кијану Ривс     | Џонатан Харкер                                                     |
| Винона Рајдер   | Мина Мари/ Елизабета                                               |
| Ентони Хопкинс  | Игуман манастира са почетка филма, потом проф. Абрахам ван Хелсинг |
| Ричард Е. Грент | доктор Џек Сјуард                                                  |
| Сејди Фрост     | Луси Вестенра                                                      |
| Кери Елвес      | Лорд Артур Холмвуд                                                 |
| Били Кембел     | Квински П. Морис                                                   |
| Моника Белучи   | једна од Дракулиних конкубина                                      |
| Том Вејтс       | Р. М. Ренфилд                                                      |